# 土用干し
土用干し（どようぼし）は、夏の土用の時期に行われる年中行事で、その干す対象によって意味が異なる。
1. 衣類・書籍を陰干しすること
2. 農業においては夏の土用のころ田（水田）の水を抜き、風に強く、穂をよく実らせるために行うこと
3. 六月ごろ収穫し塩漬けにした梅を梅雨明け後に三日ほど日干しすること

## 目的

### 衣類・書籍の土用干し
夏の土用のころに衣類や書籍を風をよく通し陰干しすることで虫やカビがつくことを防ぐために行う。虫干しともいう。また、書籍の場合は曝書（ばくしょ）ともいう。

### 水田の土用干し
水田の土用干しは中干しなどともいい、稲穂がならない無駄な茎の成長を抑える、健康な根がよくはるようにする、根もとに酸素が入りやすくして悪性なガスが充満するのを避ける意味がある。地域によっても違うがおよそ一週間が目安。